# Dendrocygna bicolor

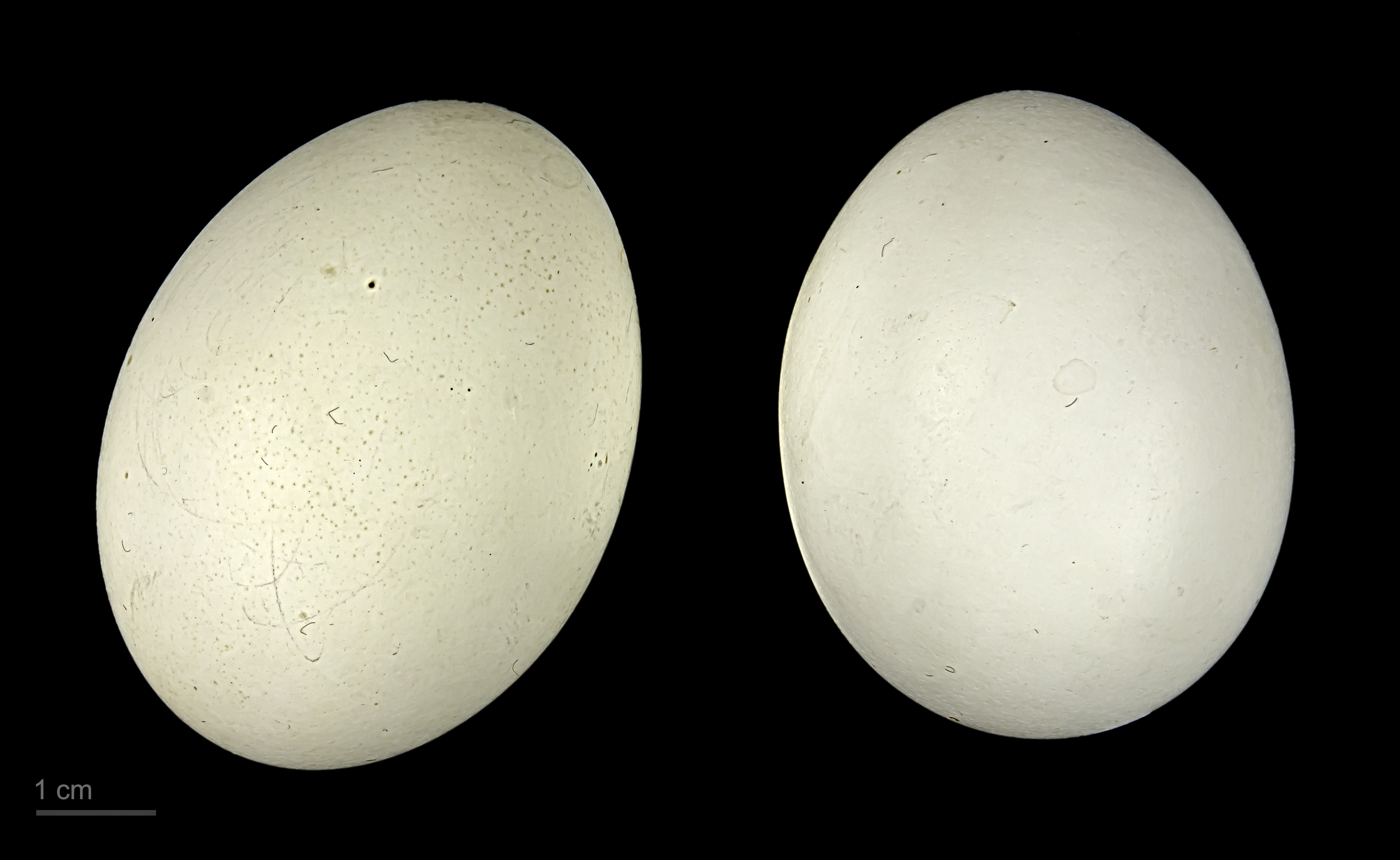
Dendrocygna bicolor

La dendrocigna fulva, anatra fischiatrice fulva, arborea fulva o dendrocigna bicolore  (Dendrocygna bicolor (Vieillot, 1816)) è un'anatra appartenente alla sottofamiglia delle Dendrocygninae, diffusa nelle regioni tropicali.
Vive nelle vicinanze dei laghi, delle risaie e nei laghi artificiali ricchi di folta vegetazione.
Il piumaggio è simile sia nel maschio che nella femmina. Gli esemplari giovani presentano una colorazione meno accesa rispetto agli adulti.